# Mezinárodní den Romů
Mezinárodní den Romů, připomínaný 8. dubna, je dnem, který oslavuje romskou kulturu a rozšiřuje povědomí o problémech, kterým Romové čelí.

## Vznik
Mezinárodní den Romů připadá na 8. duben, což je den vzniku Mezinárodní romské unie (International Romani Union, zpočátku pod názvem World Romani Union). Ta byla založena 8. dubna 1971 na kongresu v Londýně. Kongres se konal z iniciativy Grattana Puxona a Donalda Kenricka z Velké Británie, Matéo Maximoffa z Francie, Jarko Jovanoviće z bývalé Jugoslávie a dalších. Delegáti kongresu, kterých byly necelé tři desítky, se tehdy dohodli na vzhledu romské vlajky a romské mezinárodní hymny. Dohodli se také na preferenci označení Rom před Cikán.
Romové slaví Mezinárodní den Romů každoročně od roku 1990, kdy byl ustanoven na 4. kongresu Mezinárodní romské unie ve Varšavě. V České republice se slaví od roku 2001.